# Leptogenys podenzanai
Leptogenys podenzanai es una especie de hormiga del género Leptogenys, subfamilia Ponerinae.

## Taxonomía
Esta especie fue descrita científicamente por Emery en 1895.